# Mesland
Mesland és un municipi francès, situat al departament del Loir i Cher i a la regió de Centre – Vall del Loira. L'any 2007 tenia 540 habitants.

## Demografia

### Població
El 2007 la població de fet de Mesland era de 540 persones. Hi havia 220 famílies, de les quals 64 eren unipersonals (36 homes vivint sols i 28 dones vivint soles), 60 parelles sense fills, 80 parelles amb fills i 16 famílies monoparentals amb fills.
La població ha evolucionat segons el següent gràfic:
Habitants censats

### Habitatges
El 2007 hi havia 290 habitatges, 226 eren l'habitatge principal de la família, 41 eren segones residències i 23 estaven desocupats. 282 eren cases i 5 eren apartaments. Dels 226 habitatges principals, 186 estaven ocupats pels seus propietaris, 31 estaven llogats i ocupats pels llogaters i 9 estaven cedits a títol gratuït; 3 tenien una cambra, 16 en tenien dues, 42 en tenien tres, 61 en tenien quatre i 104 en tenien cinc o més. 175 habitatges disposaven pel capbaix d'una plaça de pàrquing. A 86 habitatges hi havia un automòbil i a 124 n'hi havia dos o més.

### Piràmide de població
La piràmide de població per edats i sexe el 2009 era:
| Homes | Edats   | Dones |
| ----- | ------- | ----- |
| 0     | 95 o +  | 0     |
| 0     | 90 a 94 | 4     |
| 4     | 85 a 89 | 4     |
| 8     | 80 a 84 | 12    |
| 8     | 75 a 79 | 16    |
| 4     | 70 a 74 | 12    |
| 16    | 65 a 69 | 4     |
| 16    | 60 a 64 | 24    |
| 12    | 55 a 59 | 12    |
| 16    | 50 a 54 | 28    |
| 20    | 45 a 49 | 12    |
| 24    | 40 a 44 | 20    |
| 36    | 35 a 39 | 40    |
| 0     | 30 a 34 | 0     |
| 8     | 25 a 29 | 8     |
| 16    | 20 a 24 | 16    |
| 24    | 15 a 19 | 12    |
| 36    | 10 a 14 | 24    |
| 4     | 5 a 9   | 20    |
| 8     | 0 a 4   | 20    |

## Economia
El 2007 la població en edat de treballar era de 344 persones, 271 eren actives i 73 eren inactives. De les 271 persones actives 250 estaven ocupades (135 homes i 115 dones) i 21 estaven aturades (11 homes i 10 dones). De les 73 persones inactives 29 estaven jubilades, 23 estaven estudiant i 21 estaven classificades com a «altres inactius».

### Ingressos
El 2009 a Mesland hi havia 224 unitats fiscals que integraven 550,5 persones, la mediana anual d'ingressos fiscals per persona era de 19.167 €.

### Activitats econòmiques
Dels 20 establiments que hi havia el 2007, 1 era d'una empresa de fabricació d'altres productes industrials, 7 d'empreses de construcció, 3 d'empreses de comerç i reparació d'automòbils, 3 d'empreses d'hostatgeria i restauració, 1 d'una empresa d'informació i comunicació, 3 d'empreses de serveis, 1 d'una entitat de l'administració pública i 1 d'una empresa classificada com a «altres activitats de serveis».
Dels 7 establiments de servei als particulars que hi havia el 2009, 1 era un taller de reparació d'automòbils i de material agrícola, 1 paleta, 2 guixaires pintors, 1 fusteria, 1 lampisteria i 1 empresa de construcció.
L'any 2000 a Mesland hi havia 22 explotacions agrícoles que ocupaven un total de 912 hectàrees.

## Equipaments sanitaris i escolars
El 2009 hi havia una escola elemental integrada dins d'un grup escolar amb les comunes properes formant una escola dispersa.

## Poblacions més properes
El següent diagrama mostra les poblacions més properes.